# Обешеник (тарот карта)
Обешеник (XII) је дванаеста карта Велике Аркане у већини традиционалних тарот шпилова. Користи се у игрању игара као и у прорицању.
Приказује pittura infamante (изговор: //), слика човека обешеног наопачке за десни чланак (једини изузетак је Сицилијански тарот, који уместо тога приказује човека обешеног за врат). Овакав начин вешања био је уобичајена казна у то време за издајнике у Италији. Међутим, блажени израз његовог лица сугерише да је он ту по сопственој вољи, а карта представља самопожртвовање више неголи телесно кажњавање или кажњавање злочина.
У другим тумачењима, Обешеник је приказ нордијског бога Одина, који се окачио на дрво да би стекао знање. Постоји и хришћанско тумачење које приказује Јуду Искариотског и укључује вреће сребра у његовим рукама. У афроамеричком тарот шпилу Ло Скарабео, 12. карта велике аркане је Посматрач, који приказује нигеријског бога судбине „Ифа“ са повезом преко очију окруженог очима.

## Опис
Уредба за Милано и Ломбардију из 1393. године о казни за издајнике: „Нека се довуче [вуче] на [дрвеној] дасци за коњски реп до места погубљења, и тамо једном ногом окачи на вешала, и нека буде остављен тамо док не умре. Докле год је жив нека му се да јести и пити“
Модерне верзије тарот шпила приказују човека који виси наопачке за једну ногу. Фигура је најчешће окачена на дрвену греду (као код крста или вешала) или на дрво. Двосмисленост произилази из чињенице да се сама карта може посматрати двострано.

У својој књизи Сликовни кључ тарота из 1910. године, А. Е. Вејт, дизајнер Ридер-Ваите тарот шпила, написао је о симболу:
Вешало за које је окачен формира Тау крст, док фигура — из положаја ногу — формира филфотни крст . Постоји нимбус око главе привидног мученика. Треба напоменути (1) да је дрво жртве живо дрво, са лишћем на њему; (2) да лице изражава дубоко одушевљење, а не патњу; (3) да фигура, као целина, сугерише живот у суспензији, али живот а не смрт. [...] Лажно је названа карта мучеништва, карта разборитости, карта Великог дела, карта дужности [...] Рећи ћу врло једноставно са своје стране да изражава однос, у једном од својих аспеката, између Божанског и Универзума.
Вејт пише да карта носи неколико гатачких асоцијација: 
12. ОБЕШЕНИК. —Мудрост, опрезност, проницљивост, искушења, жртвовање, интуиција, прорицање, пророчанство. Обратно: себичност, гомила, политика тела.
Око главе обешеног човека сјајно гори ореол, што означава вишу спознају илити просветљење.
У астрологији, карта Обешеног човека повезује се са планетом Нептуном и хороскопским знаком Риба.